# 북부산고등학교
북부산고등학교(北釜山高等學校)는 부산광역시 부산진구 부암동에 있었던 사립 고등학교이다.

## 연혁
- 1953년 1월 7일 : 개교
- 1975년 3월 1일 : 북부산고등학교 학생 배정 중지
- 1980년 1월 10일 : 폐교

## 같이 보기
- 서면중학교 (부산)